# 형삭반

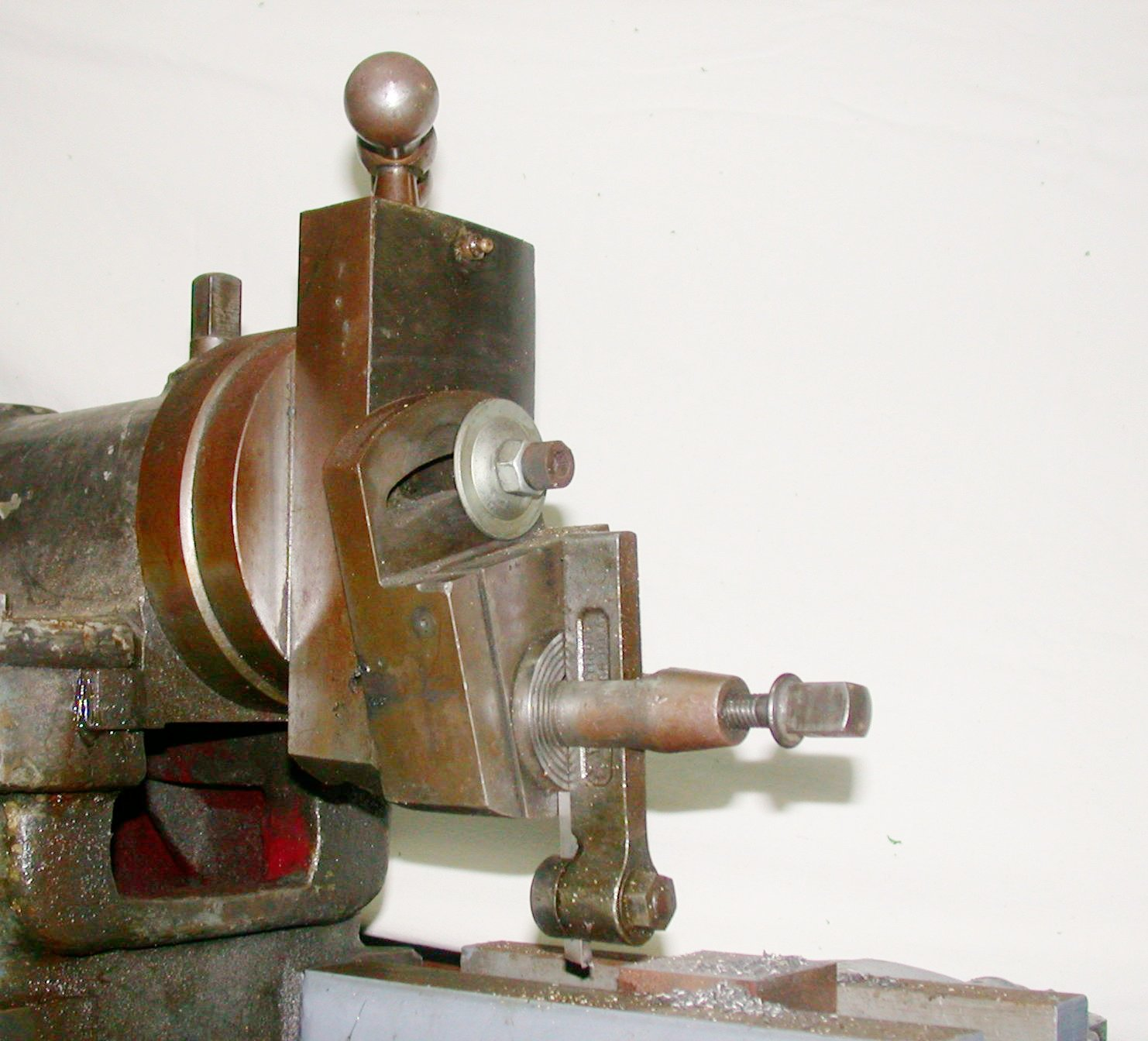

형삭반(形削盤, shaper, 문화어: 모양깎기반)은 물체를 고정하고 왕복날로 모양을 깎아내는 장치다. 선반과 비슷하지만 선반은 나선운동, 형삭반은 직선운동이라는 점이 다르다.